# Dolichotachina caudata
Dolichotachina caudata är en tvåvingeart som beskrevs av Villeneuve 1914. Dolichotachina caudata ingår i släktet Dolichotachina och familjen köttflugor.
Artens utbredningsområde är Zimbabwe. Inga underarter finns listade i Catalogue of Life.